# Volker Mehrmann

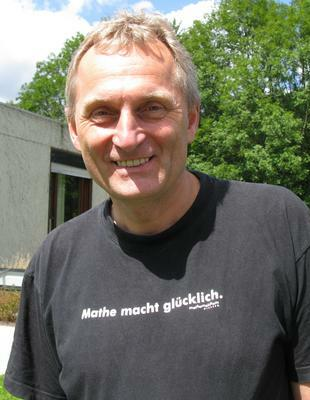
Volker Mehrmann 2009 in Oberwolfach

Volker Mehrmann (* 24. April 1955 in Detmold) ist ein deutscher Mathematiker.

## Leben
Nach der Promotion 1982 bei Ludwig Elsner und der Habilitation über Kontrolltheorie 1987 an der Universität Bielefeld war er von 1990 bis 1992 Vertretungsprofessor an der RWTH Aachen. 1993 folgte er dem Ruf an die Technische Universität Chemnitz und seit 2000 ist er Professor am Institut für Mathematik der Technischen Universität Berlin. Von Juni 2008 bis Mai 2016 war er Sprecher des DFG-Forschungszentrums Matheon gewählt. Von Januar 2011 bis Dezember 2013 war er Präsident der Gesellschaft für Angewandte Mathematik und Mechanik (GAMM). Im Jahr 2011 wurde ihm von European Research Council (ERC) ein Advanced Grant zum Thema Modellierung, Simulation und Regelung von Multi-Physik-Systemen bewilligt. Er ist im Gremium des Exzellenzclusters MATH+. Von 2019 bis 2022 ist er Präsident der European Mathematical Society. 
Mehrmann ist seit 2009 Mitglied der Deutschen Akademie der Technikwissenschaften (Acatech), seit 2017 der Academia Europaea, seit 2019 der European Academy of Sciences, Seit 2011 ist er Fellow der Society for Industrial and Applied Mathematics und seit 2022 der American Mathematical Society (AMS). 2015 hielt er eine Gauß-Vorlesung, für 2019 wurde ihm der Hans-Schneider-Preis zugesprochen.

## Werk
Volker Mehrmanns Arbeitsgebiete sind die Numerische lineare Algebra, Differential-algebraische Gleichungen und Kontrolltheorie. Volker Mehrmann ist Mitherausgeber mehrerer Zeitschriften, unter anderem Linear Algebra and Applications sowie Numerische Mathematik.

## Schriften
Mehrmann hat zahlreiche Artikel und Bücher veröffentlicht, darunter:
- The Autonomous Linear Quadratic Control Problem: Theory and Numerical Solution, Lecture Notes in Control and Information Sciences, No. 163, Springer Verlag, Heidelberg, 1991.
- Mit Matthias Bollhöfer: Numerische Mathematik – Eine projektorientierte Einführung für Ingenieure, Mathematiker und Naturwissenschaftler. Vieweg+Teubner, Wiesbaden 2004, ISBN 978-3-528-03220-3.
- Mit Peter Kunkel: Differential-Algebraic Equations. Analysis and Numerical Solution, EMS Publishing House, Zürich, Switzerland, 2006.
- Mit Jörg Liesen: Lineare Algebra – Ein Lehrbuch über die Theorie mit Blick auf die Praxis. 3. Auflage. Springer, Berlin, Heidelberg 2021, ISBN 978-3-662-62741-9, doi:10.1007/978-3-662-62742-6.